# チャパル
チャパル（中国語: 察八児, ラテン文字転写: Čapar、生没年不詳）は、モンゴル帝国の皇族。オゴデイ家の当主でオゴデイの曾孫にあたる。『集史』などのペルシア語史料ではチャーパール（ペルシア語: چاپار, ラテン文字転写: Chāpār）と記される。

## 生涯
カイドゥの庶長子。1301年、カイドゥは大元ウルスとの戦い（テケリクの戦い）の帰路で没し、カイドゥは死の直前にチャパルの弟のオロスを後継者に指名した。カイドゥから忠実な同盟者として信頼されていたチャガタイ家の当主ドゥアがカイドゥの葬儀を取り仕切り、ドゥアは葬儀の場でタラス方面に駐屯していたチャパルをオロスに代わる後継者に推し、オゴデイ家の中でカイドゥの遺志に沿ってオロスを支持する一派はチャパルの当主就任に反対した。1303年5/6月にエミールでチャパルの就任式が行われたが、ドゥアの目論見に従ってオゴデイ家の中に深い対立が生じた。
チャパルの当主就任後、ドゥアは独自に元に遣使してカアンのオルジェイトゥ・カアン（成宗テムル）に臣従を誓い、オルジェイトゥ・カアンからの勅令を盾にカイドゥがチャガタイ家から奪った領土の返還をチャパルに求めた。また、チャパルはオゴデイ家の親族やカイドゥ時代の有力アミール（貴族）を遠ざけたため、親族やアミールの中からチャパルを見限ってドゥアに味方する者が現れた。ドゥアに巻き込まれる形でチャパルも元との和平を進め、1304年に元からモンゴル帝国各地に和平の成立を知らせる使節団が派遣された。チャパルもドゥア、チュベイと同様に使者を元の使節団に随行させ、使節団はジョチ・ウルスのトクタ、西アジアのオルジェイトゥの元を訪れた。翌1305年、カイドゥの元で30年来続いていた中央アジア諸王家とクビライ・フレグ家との争いが終結した。
元との和平成立後、中央アジア各地においてオゴデイ家・チャガタイ家間で戦闘が始まり、オゴデイ家の勢力はドゥアによって撃破・吸収された。また、和平成立後も元の懐寧王カイシャン（オルジェイトゥ・カアンの甥）率いるモンゴル高原駐留軍がアルタイに駐屯していた。オゴデイ家の本拠地であったジュンガリアは西のイリ川渓谷地方を本拠地とするドゥアの軍と東のアルタイ山脈を越えて侵入してきたモンゴル高原駐留軍によって挟撃される形勢になり、1306年にチャパルはドゥアに降伏した（イルティシュ河の戦い）。ドゥアによってチャパルの領地は没収され、中央アジア全体がチャガタイ家の支配下に入った。
1308年に傍流のナリクがチャガタイ家当主に就任するとチャガタイ家で内紛が起きた。これに乗じてチャパルは復権を試み、1309年にナリクが暗殺された後、弟のオロスやヤンギチャルらを率いて挙兵した。ドゥアの子のケベクを支持する弟のシャーやチャガタイ家の諸王族の軍にチャパルは敗れ、同年に元に亡命した。この頃カアンとなっていたカイシャン（武宗）はチャパルの来帰を喜び、漢地内のカイドゥの領地の収入と常州路を投下領として与え、楚国公に封じた。延祐2年（1315年）、チャパルは武宗の弟で次のカアンとなった仁宗アユルバルワダによって汝寧王に封じられた。

## 子孫
『元史』巻107「宗室世系表」によると、汝寧王位は子のオルジェイ・テムル（中国語: 完者帖木児, ラテン文字転写: Ölǰei temür, 拼音: wánzhě tiēmùér）に引き継がれたという。
オルジェイ・テムルの子のクラタイ（中国語: 忽剌台, ラテン文字転写: Qulatai, 拼音: Hūlátái）は泰定元年（1324年）に汝寧王位を継いだが、天順元年（1328年）に天暦の変が勃発すると天順帝を擁する上都派側について参戦し、崞州から紫荊関へと転戦した。しかし瀘溝橋に至ったところでクラタイは負傷し、瀘溝橋に駐屯したもののエル・テムル率いる大都軍に敗れ軍勢は敗走した。その後クラタイは大都派の元帥イェスデルに捕らわれて殺害された。

## カシン王家
- オゴデイ・カアン(Ögödei Qa'an ＞窩闊台,اوگتاى قاآن/Ūgtāy Qā'ān)
  - カシン大王(Qašin ＞合失/héshī,قاشی/qāshī)
    - カイドゥ大王(Qaidu ＞海都/hǎidōu,قايدو/qāydū)
      - 汝寧王チャパル(Čapar ＞察八児/chábāér,چاپار/chāpār)
        - 汝寧王オルジェイ・テムル(Ölǰei temür ＞完者帖木児/wánzhě tiēmùér)
          - 汝寧王クラタイ(Qulatai ＞忽剌台/hūlátái)

      - ヤンギチャル(Yangičar ＞يانگيچار/yāngīchār)
      - 叛王オロス(Oros ＞斡羅思/wòluosī,اوروس/ūrūs)
      - サルバン(Sarban ＞ساربان/sārbān)
      - クトルン・チャガン(Qutulun Čaγan ＞قوتولو ن جغا/qūtūlūn jaghā)